# Nemzeti SC

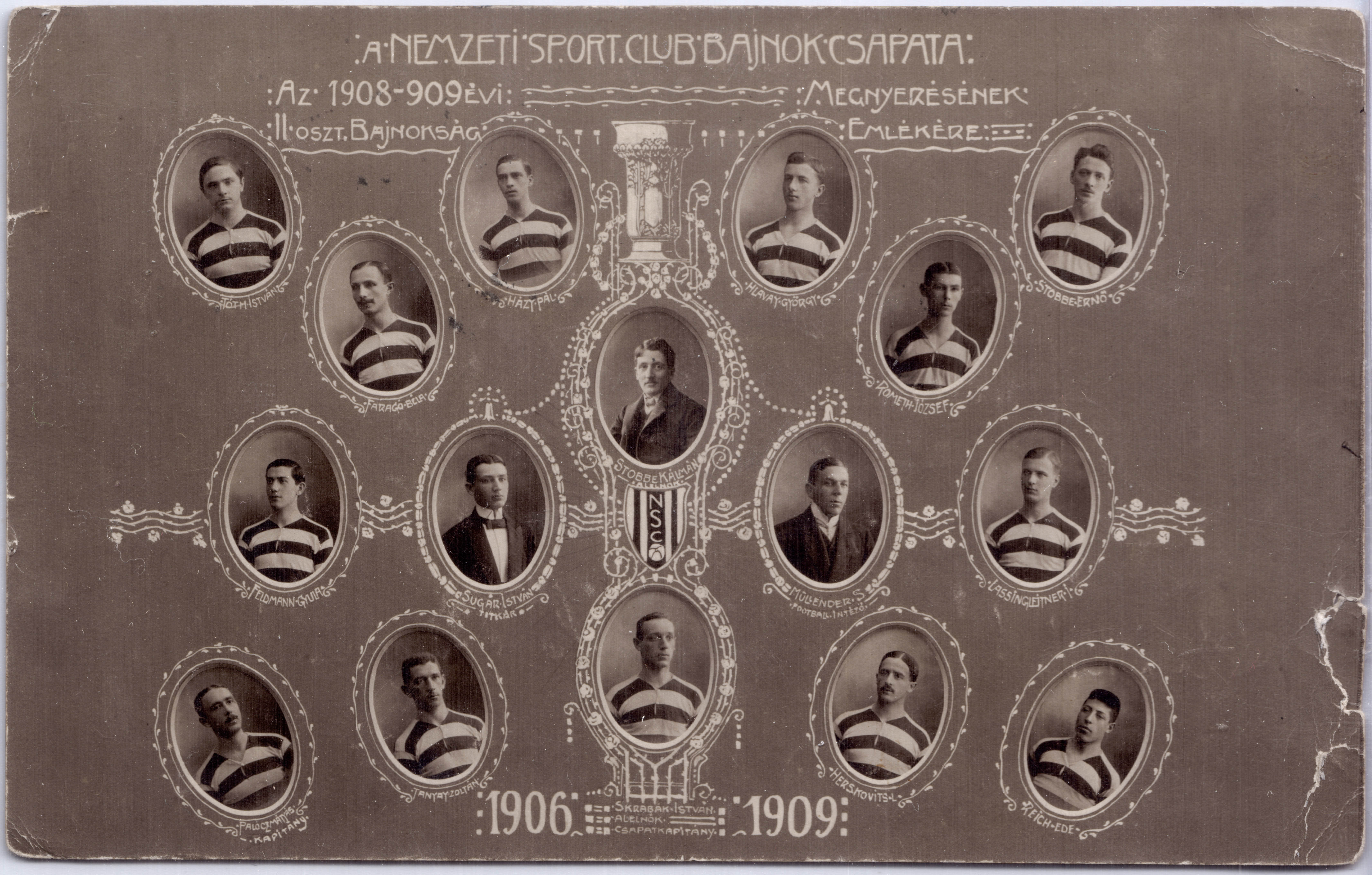
A Nemzeti Sport Club Bajnokcsapata, az 1908-1909 évi II. osztályú bajnokság megnyerésének emlékére. Rajta Stobbe Kálmán alelnök, Skrabák István alelnök, csapatkapitány, Sugár István titkár, Müllender Sándor football intéző, Tóth Potya István, Házy Pál, Faragó Béla, Feldmann Gyula, Palócz Mátyás kapitány, Tanyay Zoltán, Hlavay György, Stobbe Ernő, Rometh József, Lassingleitner József, Herskovits László, Reich Ede

Nemzeti Sport Club (NSC). A Magyar Athlétikai Szövetség (MASZ), Magyar Labdarúgó-szövetség (MLSZ), Magyar Országos Asztali Tennis Szövetség (MOATSZ), Magyar Ökölvívó Szakszövetség (MÖSZ), Magyar Úszószövetség (MUSZ) és Magyar Vívószövetség (MVSZ) tagja.

## Története
Budapesten 1906. június 3-án a Budapesti TC-ből (BTC) kivált sportolók alapították.

### Névváltozások
- Nemzeti Sport Club:1906–1926; 1940–1942; 1945; 1957;
- Nemzeti Sportkedvelők Clubja (profi csapat): 1926–1931;
- VII. ker. Nemzeti Sportkedvelők Köre (profi csapat): 1931–1940
- Terézvárosi TC: 1931 júliusában beleolvadás történt
- Nemzeti Sport Club 1942–1945 és  1945–1957 között nem működött

### Labdarúgás
Első alkalommal az 1907–1908 NB II-es szezonban indult a csapat. A következő szezonban megnyerte az NB II-es bajnokságot és az NB I-ben folytatta küzdelmeit. Az együtt maradt csapat a 3. helyet  szerezte meg. Az 1913–1914-es bajnoki évben kiesett az NB I-ből. Az első világháború alatt részt vett az összes háborús díjmérkőzésen. Eredményei alapján a csapatot az 1919–1920-as bajnoki évben besorolták az NB I-be. Az 1920–1921-es bajnoki évtől az 1924–1925-ös bajnoki évadokban az NB II-ben szerepelt, újra az első osztályba jutott. Szétválási okok miatt a BLASz I. osztályú bajnokságban játszik.

### Sportágak
Az I. világháborút követően egymás után alakította szakosztályait. Az úszó-szakosztály évekig vezető szerepet vitt az úszósportban. Megalakult a vívó-, az asztali tenisz- valamint az ökölvívó szakosztály.

#### Sikerek
- 1908–1909 NB II-es bajnokság aranyérmese,
- 1909–1910 NB I-es bajnokság bronzérmese,
- 1935–1936 NB II-es bajnokság aranyérmese,

## Híres játékosok
* a félkövérrel írt játékosok rendelkeznek felnőtt válogatottsággal.
| - Ádám Sándor - Balogh Miklós - Bartos Béla - Bihámy Béla - Bodnár Sándor - Buza Lajos - Csikós Gyula | - Feldmann Gyula - Fenyvesi László - Finta Károly - Gallina Károly - Gencsy Dezső - Győri József - Hlavay György | - Hóri György - Horváth Ferenc - Kanyaurek Lipót - Kautzky József - Kertész Vilmos - Kisalagi János - Korányi Lajos | - Kovács Elemér - Opata Zoltán - Rázsó Izidor - Rémay Gyula - Rémay János - Spitz Illés - Szalay István | - Szendrő Oszkár - Sztancsik József - Tóth Potya István - Vágó József - Volentik Béla - Weinhardt Ferenc |

## Külső hivatkozások
- NSC. magyarfutball.hu. (Hozzáférés: 2014. június 8.)